# Costa Ricaanse voetbalbond
De FEDEFUTBOL ofterwel de Federación Costarricense de Fútbol is de Costa Ricaanse tak van de FIFA. De FEDEFUTBOL werd opgericht in 1921 en erkend door de FIFA in 1927. Hun hoofdkwartier staat in San José. De FEDEFUTBOL organiseert onder andere de Liga Costarricense de Primera División (Topcompetitie voor mannenteams). De FEDEFUTBOL is ook verantwoordelijk voor het Costa Ricaans voetbalelftal.
Eduardo Li, voorzitter van de voetbalbond van Costa Rica, werd op 27 mei 2015 opgepakt in een hotel in Zürich op verdenking van corruptie. De aanhouding vond twee dagen voor de verkiezingen voor het FIFA-voorzitterschap plaats. Jorge Hidalgo verving hem ad interim.